# Cantone di La Vallée de l'Agly
Il cantone di La Vallée de l'Agly è una divisione amministrativa dell'Arrondissement di Perpignano e dell'Arrondissement di Prades.
È stato costituito a seguito della riforma approvata con decreto del 26 febbraio 2014, che ha avuto attuazione dopo le elezioni dipartimentali del 2015.

## Composizione
Comprende i 38 comuni di:
- Ansignan
- Arboussols
- Bélesta
- Campoussy
- Caramany
- Cases-de-Pène
- Cassagnes
- Caudiès-de-Fenouillèdes
- Espira-de-l'Agly
- Estagel
- Felluns
- Fenouillet
- Fosse
- Lansac
- Latour-de-France
- Lesquerde
- Maury
- Montner
- Opoul-Périllos
- Pézilla-de-Conflent
- Planèzes
- Prats-de-Sournia
- Prugnanes
- Rabouillet
- Rasiguères
- Rivesaltes
- Saint-Arnac
- Saint-Martin-de-Fenouillet
- Saint-Paul-de-Fenouillet
- Salses-le-Château
- Sournia
- Tarerach
- Tautavel
- Trévillach
- Trilla
- Vingrau
- Vira
- Le Vivier